# Hospitalia
Hospitalia là một chi bướm đêm thuộc họ Geometridae.

## Các loài
- Hospitalia flavolineata (Staudinger, 1883)